# 마릉 전투
마릉 전투, 또는 마릉 대전(馬陵大戰)은 전국시대 중기에 일어났던 전투로, 전국시대의 대표적인 전투로 꼽힌다. 손빈과 방연의 대결로도 유명한 이 전투는, 전국시대 초기의 패권국이었던 위가 몰락하는 단초로 작용하였고, 제가 패권을 쥐며 전국시대의 강국으로 발돋움하는 계기가 된 전투이다.

## 전투의 배경

### 위의 한 침공
당시 위나라는 동으로는 제, 서로는 진, 남으로는 초, 북으로는 조에 둘러쌓여 있었다(四戰之國). 사방이 막혀있기 때문에 영토확장을 위해서는 전쟁이 필수였고, 당시 군주였던 혜왕은 많은 인재를 영입하고, 전쟁을 통한 국력신장을 꾀하고 있던 상황이었다. 그러나, 13년 전, 위는 조를 침공하다 조의 구원요청을 받아들인 제의 참전으로 많은 군사를 잃고 패하였으며(계릉 전투(桂陵戰鬪)), 서쪽의 진과는 수시로 전투가 벌어지다, 잠시 소강상태에 접어들었던 상황이었다. 이런 상황에서 위는 이번에는 한을 침공하였다. 당시 한은 신불해가 주도한 변법으로 나라의 힘을 기르고 있었는데, 위는 한이 더 큰 힘을 키우기 전에 그 싹을 자르고자 했던 것이었다. 또한, 한이 조와 연합하여 위를 침공하기로 맹약했던 것이 위에 전해졌던 상황이기 때문에 위는 이를 구실삼아 한을 정벌하기로 하고, 태자 신을 총사로 삼고, 위의 명장 방연을 함께 보내어 10만의 군사로 신정을 공격하게 했다.

### 손빈의 2차 참전
이무렵 제의 군주는 선왕이었던 선왕(宣王)이었다. 한의 소후가 제에 사신을 급파하여 구원을 요청하자, 제의 중신들은 회의를 거듭하였다. 당시 회의장에는 당시 제 왕이 아끼던 손빈이 군사(軍師)의 자격으로 참석해 있던 중이었다. 왕이 손빈에게 계책을 묻자, 손빈은 다음의 계책을 내놓는다.

"무릇 위나라는 스스로 그 국세가 강성함을 믿고 지난번에는 조나라를 공격하였고 이번에는 한나라를 공격하고 있습니다. 위나라는 잠시도 우리 제나라에 대한 원한을 잊지 않고 있을 것입니다. 만약에 우리가 한나라를 구하지 않는다면 그것은 바로 우리가 한나라를 위나라에 주어 위나라를 살찌게 만드는 일이 됩니다. 그래서 한나라를 구하지 말자고 하는 사람들의 말은 옳지 않습니다. 지금 한나라에 대한 위나라의 공격이 지금 시작되었음으로 한나라는 아직 대항할 힘이 있는 상태입니다. 그런데도 우리가 미리 구원군을 보낸다면 그것은 바로 우리가 한나라를 대신해서 위나라의 병화를 맞이하는 일이 됩니다. 그렇게 되면 한나라는 안전함을 즐기게 되는 상황이 되는 반면에, 우리는 위나라의 공격을 받게 되어 그 위험을 대신 하게 되는 결과가 됩니다. 그래서 한나라를 구원하자고 하는 사람들의 말도 옳지 않습니다. 대왕을 위해 한 가지 계책을 말씀드리겠습니다. 일단은 한나라를 반드시 구해준다고 사자에가 말하여 한나라 사람들의 마음을 안정시키십시오. 한나라 사람들은 우리가 구원병을 보낸다는 사실을 알게 되면 온 힘을 기우려 위나라의 공격에 맞서 싸울 것이고, 위나라도 역시 있는 힘을 다하여 한나라를 공격할 것입니다. 우리는 위나라가 지칠 때까지 기다렸다가 서서히 군사를 발하여 진격하여 지칠대로 지친 위나라 군사들을 공격하여 한나라를 구원한다면 힘은 작은 힘으로 큰 공을 세울 수 있습니다. 어찌 앞서의 두 가지 방책보다 못하다 하겠습니까?"
 왕은 기뻐하며 이 계책을 채택한다.

### 신정성 전투와 위의 회군
전투 전, 한은 춘추전국시대의 유력 제후국인 정나라를 병합하고(기원전 375년), 정나라의 도읍지였던 신정을 새 도읍지로 정했다. 전투는 바로 이곳에서 진행되었다. 당시 한은 신불해의 변법으로 나라의 국력이 많이 신장되어 있었으며, 신정은 견고한 도시였기에 함락하기 쉽지 않았다. 게다가 제의 원군이 곧 도착할 것이라는 소식이 전해지자, 한의 병사들은 죽을 힘을 다해 맞섰고, 위의 공격을 수 차례나 막아냈다. 공성전은 지루하게 전개되었다. 바로 이 때, 위의 진영에 급보가 도착했다. 전기를 사령관으로 하는 제의 군사들이 위의 도성인 대량을 향하여 진군하고 있다는 것이었다.
그러나 이번에는 위도 당하고만 있지는 않았다. 이미 지난 계릉 전투에서 위위구조(圍魏救趙)의 계책으로 낭패를 보았던 방연은, 태자 신의 군사를 대량에 남겨두어 만약의 사태에 대비하고자 했던 것이었다. 태자 신은 결사적으로 제의 군사들을 막았다. 그리고 방연이 이끄는 군대가 곧 위의 국경에 도달하자, 제는 군사를 돌이켜 회군하고자 하였다. 그러나 이는 모두 손빈의 계책이었다.

## 마릉 전투

### 손빈의 계책: 감조지계(減竈之計)
손빈은 평소 위의 군사들이 제의 군사들을 얕잡아보고 있다는 것을 알고 있었다. 게다가 손빈 자신이 직접 참전했다면, 방연은 무슨 수를 써서라도 자신을 죽이려 할 것이라는 것 또한 잘 알고 있었다. 손빈은 전기에게 곧 계책을 낸다.
"병법에 이르기를 '백 리를 추격하여 승리를 얻고자 하는 군사들은 그 장수를 잃게 되며, 오십 리를 추격하여 승리를 얻고자 하는 군사들은 그 군사의 반만이 목적지에 당도하게 된다'고 했습니다. 일반적으로 철군하는 쪽은 추격하는 쪽보다 불리합니다만, 저는 이를 이용하고자 합니다."
"군사께서는 어떤 계책을 쓰시려 하십니까?"
"옛적 스승님과 함께 수학할 때에, 방연은 군사의 수를 계산하는 방법으로 병사들이 식사를 한 아궁이의 숫자를 세는 방법을 사용하여 적 병력의 수를 계산했습니다. 이를 이용할 것입니다. 오늘 저녁, 군사들이 취사할 때에는 10만 명이 밥을 먹을 아궁이를 만드십시오. 그리고 다음날부터는 그 숫자를 절반으로 줄여나가시면, 방연은 필시 우리 군사들이 적지에 들어와서 겁을 먹고 탈주하고 있다고 생각할 것입니다. 그러면 방연과 위군은 조바심을 내고 추격을 하게 될 것이니, 반드시 우리의 계책에 넘어올 것입니다."
손빈의 계책을 "아궁이를 줄여 적의 눈을 속인다"는 뜻의 "감조지계(減竈之計)"라 한다. 전기는 손빈의 계책에 찬성했다. 예상은 적중하여 방연은 제군에 탈영병이 속출하고 있다고 판단하게 되었다. 방연은 태자 신과 군사를 기병 위주로 편제하여 2대로 나누고, 후방에는 조카인 방총이 나머지 군사를 지휘하여 따라오게 하였다. 그만큼 마음이 급해진 것이다. 위군은 행군속도를 두 배로 올려서 추격하기 시작했다.

### 마릉
그러나 이러한 상황은 제의 척후병들에 의해 수시로 보고되었고, 곧 손빈은 이들이 곧 마릉에 도착할 것이라고 예측하였다. 마릉은 계곡이 깊고 숲이 험준하여 매복을 두기에 적합한 곳이었다. 손빈은 마릉의 계곡에 있는 나무들을 모두 베어 길목을 막으리고 지시했다. 그리고는 계곡 가운데에 있는 큰 나무의 껍질을 벗기고는 직접 숯으로 다음과 같이 기록했다.
龐涓死于此樹之下

방연은 이 나무 밑에서 죽는다

軍師孫示

군사 손빈이 적다

손빈은 계곡 양쪽에 궁사 일만을 배치하고, 이 나무에서 불빛이 비치는 순간, 그곳을 집중사격하라고 지시를 내리고는, 각처에 군사 배치를 마쳤다. 곧 저녁이 되었다.

### 방연의 최후
저녁이 되자, 방연이 이끄는 군사들은 계곡에 도착했다. 그러나 계곡 곳곳에는 나무들이 어지럽게 잘려 넘어져 있었다. 방연은 이는 제군이 퇴로를 뚫은 흔적이라 여겼다. 그런데, 유독 한 그루의 나무만이 서 있었고, 하얀 속살을 드러내고 있는 것이 아닌가. 호기심이 발동한 방연은 그 나무를 향하여 갔다. 어두워서 잘 보이지는 않지만, 무슨 글자가 새겨져 있었다. 방연은 글자를 읽기 위하여 횃불에 불을 피웠다. 글자를 읽은 그는 흠칫 놀랐다. 이 모든 것이 손빈의 계략이었다. 그 순간, 사방에서 무수히 많은 화살이 날아왔고, 위군은 화살을 맞고 쓰러지기 시작했다. 방연 역시 화살을 맞고 중상을 입었다. 방연은 다음과 같은 말을 남기고 자결했다고 한다.
遂成豎子之名
결국 그자의 명성을 떨치게 해주었구나!
태자 신이 이끄는 군사들 역시 매복에 걸려 대부분 죽임을 당했고, 태자는 제군의 포로가 되었다. 손빈은 방연의 시신의 목을 베었고, 태자를 함거에 가두었다. 그러나 그 날 밤, 태자는 욕을 당할 것을 염려하여 칼을 빼 자결했다. 원래 태자를 죽일 생각이 없었던 손빈은 태자의 죽음을 듣고 탄식하였다.후미에서 따라오던 위군 역시 제군의 기습으로 대패하였다.
?????

## 전투의 결과
이 전투는 당시 중국 전체에 엄청난 영향력을 미치게 되었다. 위 문후와 무후의 치세 아래 번영을 누리며, 7국의 패자를 자임하던 위의 위상은 흔들렸으며, 다시는 천하쟁패를 노리지 못하게 되었다. 반면, 승전국인 제는 새로운 패자로 부상하게 된다. 또한 이 전투가 벌어진 후, 함곡관 안에 웅크리고 있던 진의 5만 군사가 상앙의 계략으로 하서땅을 점령하면서 약소국의 위치에 있던 진이 급부상하게 되었다. 위는 진을 틀어막는 역할을 감당했는데, 위가 몰락하면서 진이 중원으로 진출하게 된 것이다. 결국 중원으로 나온 진이 나머지 나라들을 공략하면서 천하의 판도는 서서히 진으로 기울게 되는데, 이는 좀 더 훗날의 이야기이다.

## 관련 인물

### 군주
- 제 선왕
- 위 혜왕

### 장수
- 전기
- 손빈
- 방연

## 참고 자료
- [열국연의. https://web.archive.org/web/20160304215736/http://www.yangco.net/new0822/?bo_table=jun1&doc=bbs%2Fgnuboard.php&wr_id=6]
- [네이버 지식사전, 손빈과 방연. https://terms.naver.com/entry.nhn?docId=955605]